# Nick Piantanida
Nicholas John Piantanida (Union City, Nueva Jersey, 15 de agosto de 1932-29 de agosto de 1966) fue un saltador de paracaídas amateur estadounidense que alcanzó 123 500 pies (37 642 metros, 23,39 millas) de altura con su globo tripulado Strato Salto II el 2 de febrero de 1966, logrando un récord de altura que ha permanecido imbatible hasta que Felix Baumgartner lo superó el 14 de octubre de 2012.

## Primeros años
De credo católico, Piantanida creció en Union City (Nueva Jersey). Tenía un hermano más joven, Vern. Cuándo Piantanida tenía 10 años, experimentó con un paracaídas casero, atando un gato callejero y soltándolo desde el edificio de cinco pisos donde vivieron. Cuándo un vecino informó a los padres de Piantanida sobre este hecho, probó el siguiente paracaídas, saltando de un piso más bajo y rompiéndose su brazo. Según su hermano, a medida que crecía, se tomaba el paracaidismo con "mayor determinación".
Cuando era joven, Piantanida jugó al baloncesto en ligas de Costa Del este. Después del instituto, Piantanida se unió el Ejército de Estados Unidos. Después de dejar el Ejército, Piantanida y su socio de escalada, Walt Tomashoff, fueron las primeras personas en subir una ruta en el lado del norte de Auyantepui, la altiplanicie en Venezuela desde donde el Salto Ángel cae por un abismo cerca de la cumbre. A su regreso a los Estados Unidos, Piantanida trabajó en una fábrica de bordado, jugó a baloncesto en varias universidades, y trabajó en el sector del hierro en el Puente de Verrazano-Narrows.

## Paracaidismo

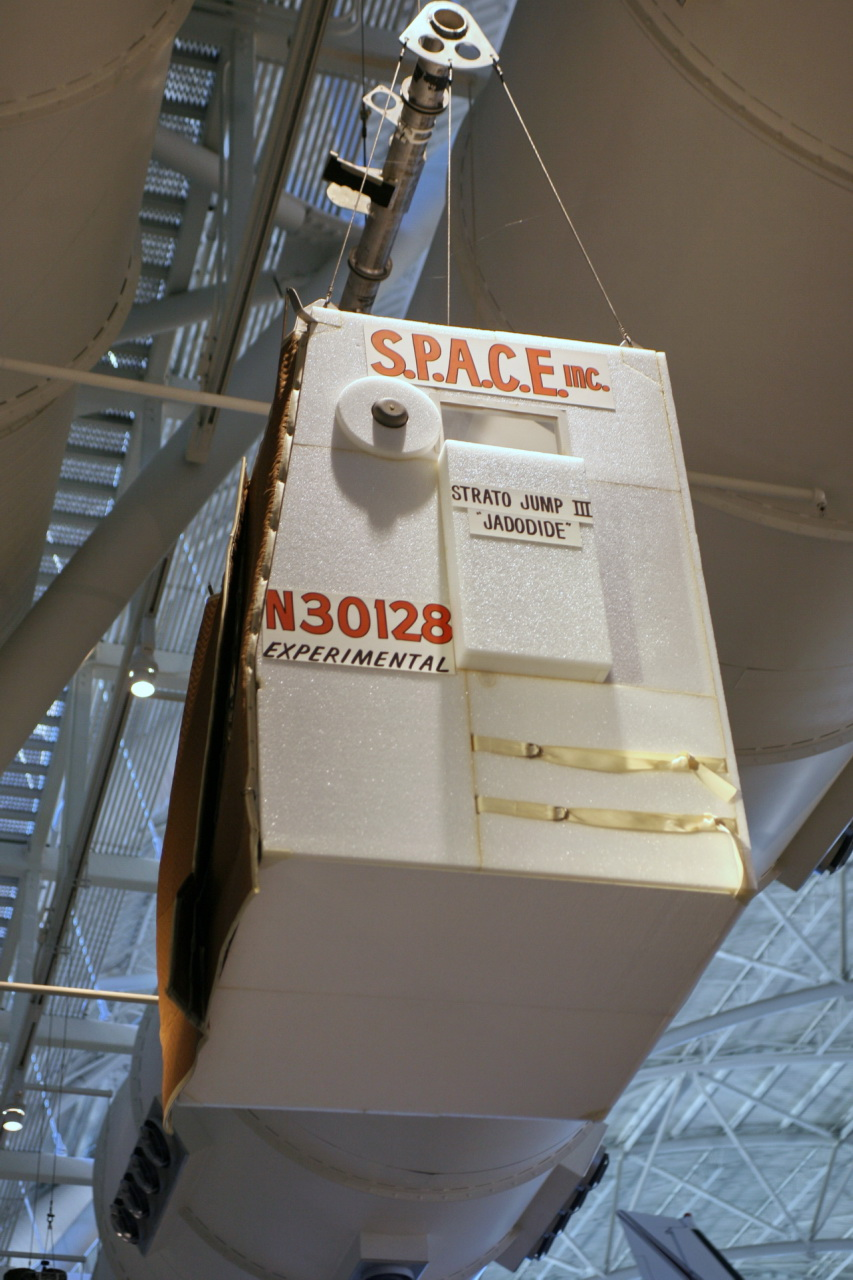
Góndola Strato Salto III en el Museo Nacional del Aire y el Espacio de Estados Unidos

En 1963, Piantanida vivía en municipio de Brick (Nueva Jersey) y tenía un negocio de venta de mascotas cuando descubrió el paracaidismo. Un día después de mirar saltos en él, entonces nuevo, Centro de Paracaidismo Lakewood Sport, cerca de Lakewood,  empieza a tomar lecciones y a saltar regularmente. Después de hacer centenares de saltos y ganar una licencia de clase D, se enteró de que Yevgeni Andreyev consiguió el récord mundial de salto en paracaídas desde un globo a 83 000 pies para la Unión Soviética, y tomó la determinación de llevar de vuelta el récord a los Estados Unidos. (El registro no oficial, que Piantanida también intentaba superar, era el de Joseph Kittinger de Estados Unidos)
Piantanida empezó a trabajar como conductor de camiones para darle tiempo para entrenar los fines de semana. Estudió meteorología, tecnología de globos aerostáticos y sistemas de supervivencia; tal y como el autor Craig Ryan decía, Nick "se transformó en el director del programa de investigación aeronáutica de un solo hombre." Tras obtener dinero de patrocinadores y de un senador de los Estados Unidos, las Fuerza de Aire de los Estados Unidos le dio acceso para entrenar en sus instalaciones y la Compañía David Clark le prestó un traje presurizado. Reunió un equipo de voluntarios para un intentar lograr un récord mundial de caída libre.
El 22 de octubre de 1965, Piantanida hizo su primer intento de record en su globo llamado Strato Jump I. Finalizó cuando un golpe de viento desgarró la parte superior de su globo, acabando el vuelo a 16 000 pies (4900 m) y forzando a Piantanida a saltar en paracaídas sobre el vertedero de Saint Paul (Minesota).
El 2 de febrero de 1966, en su segundo intento, Piantanida subió en el Strato Jump II desde el Aeropuerto Regional de Sioux Falls en Dakota del Sur y logró una altitud sin precedentes de 123 500 pies. Tenía planeado saltar en paracaídas desde aquella altura para establecer un récord mundial para el salto en paracaídas más alto pero no fue capaz de soltarse de su tubo de oxígeno. Tuvo que abortar el salto y soltar la góndola del globo, volviendo a la tierra en la góndola sin el globo aerostático. Al no regresar con su globo, su altitud sin precedentes no fue reconocida por la Fédération Aéronautique Internationale como récord de altura de un globo aerostático. Como no saltó desde la góndola del globo a 123 500 pies, tampoco consiguió el récord de altura en salto con paracaídas.
En la mañana del 1 de mayo de 1966, Piantanida donó un traje de presión naranja brillante y un arnés de paracaídas. Asegurado dentro de una góndola aislada con poliestireno extruido con un tamaño similar al de un lavabo portátil,  empieza su ascenso para una prevista caída libre supersónica por encima de los 120 000 pies. Aun así, los controladores de tierra que escuchan al enlace de comunicaciones con el Strato Jump III se sorprendieron por el sonido de un silbido de aire a presión y una orden repentina de abortar. La máscara de oxígeno de Piantanida se despresurizó sobre los 57 000 pies. Los controladores de tierra bajaron el globo inmediatamente a los 56 000 pies (17 000 m) —más alto que la altitud de vuelo para jets comerciales— y la góndola de Piantanida se lanzó en paracaídas. Piantanida apenas sobrevivió la caída, y la carencia de oxígeno le provocó daños cerebrales y un coma del que nunca se recuperó. Piantanida murió cuatro meses después en el Hospital de Veteranos en Filadelfia, el 29 de agosto.
La góndola del Strato Jump III se preserva y muestra en el Hangar de Aviación del Boeing en el Museo Nacional del Aire y el Espacio de Estados Unidos.

## Vida personal
Piantanida era católico. Se casó con Janice McDowell en 1963 y tuvieron tres hijas: Donna, Diane y Debbie.